# راشيل ستيرلينج
راشيل ستيرلينج (بالإنجليزية: Rachael Stirling)‏ هي ممثلة بريطانية، ولدت في 30 مايو 1977 بلندن في المملكة المتحدة.

## أعمال

### أفلام
- (2009) فيكتوريا الصغيرة[4][5]
- (2011) صيد السلمون في اليمن[6]
- (2012) بياض الثلج والصياد[7]
- (2016) رسائل من بغداد

## وصلات خارجية
- راشيل ستيرلينج على موقع IMDb (الإنجليزية)
- راشيل ستيرلينج على موقع ألو سيني (الفرنسية)
- راشيل ستيرلينج على موقع ميوزك برينز (الإنجليزية)
- راشيل ستيرلينج على موقع أول موفي (الإنجليزية)
- راشيل ستيرلينج على موقع قاعدة بيانات الأفلام السويدية (السويدية)
- راشيل ستيرلينج على موقع قاعدة بيانات الفيلم (الإنجليزية)
- راشيل ستيرلينج على موقع كينوبويسك (الروسية)